# Valentina Zimina
Valentina Zimina (1 de enero de 1899 - 3 de diciembre de 1928) fue una actriz rusa-estadounidense que trabajó durante la época del cine mudo.

## Biografía
Nacida en Rusia, siendo hija de una actriz de teatro nacida en Moscú, Zimina sirvió en el Batallón de mujeres durante tres años. Encarcelada en una prisión en Siberia, decidió escapar atravesando Asia y llegando a Hollywood. Gran parte de su familia murió durante la Guerra Civil Rusa. Hizo su primera aparición en A Son of His Father, dirigida por Victor Fleming y protagonizada por Bessie Love y Warner Baxter, seguido de cinco películas de género melodrama romántico. Zimina murió de gripe poco después de que se estrenara su última película, The Scarlet Lady (1928).

## Filmografía[3]
| Año  | Título                 | Personaje |
| ---- | ---------------------- | --- |
| 1924 | Gerald Cranston's Lady | (sin acreditar) |
| 1925 | A Son of His Father    | Dolores |
| 1926 | La Bohème              | Phemie |
| 1926 | Rose of the Tenements  | Emma Goldstein |
| 1927 | The Woman on Trial     | Henrietta |
| 1927 | Many Scrappy Returns   | Zozo (sirvienta francesa de Wellington)                                                                               |
| 1928 | The Scarlet Lady       | Revolucionaria rusa (enlace roto disponible en Internet Archive; véase el historial, la primera versión y la última). |